# Herl
Pour la commune allemande, voir Herl (Rhénanie-Palatinat).

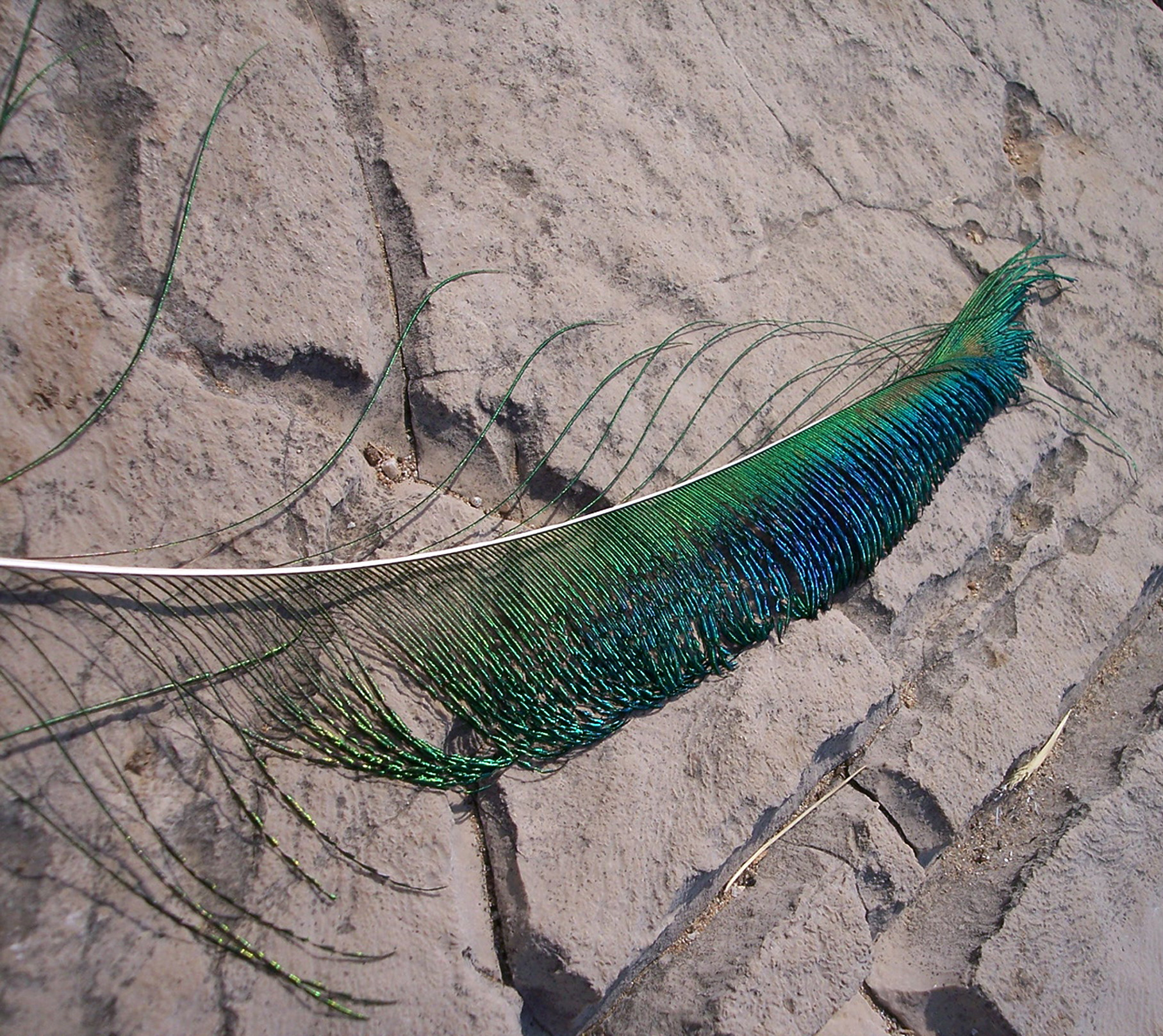
Herls de Paon bleu

Les herls sont les lames duveteuses de pennes de grands oiseaux (paon, condor, faisan, ...) qui se séparent du rachis central. Elles sont recouvertes de barbules. Sans barbules elles sont appelées quills.
Ces plumes servent à l'assemblage de mouches de pêche.